# Fujiwara no Chikako
Fujiwara no Chikako (藤原親子, conosciuta anche come Go-Saga In no Chūnagon Naishi no Suke (後嵯峨院中納言典侍) e Naishi no Suke Chikako Ason (典侍親子朝臣); fl. XIII secolo) è stata una poeta giapponese waka del primo periodo Kamakura.
È considerata una delle Trentasei poetesse immortali (女房三十六歌仙, Nyōbō Sanjūrokkasen).
Era la figlia del Udaijin Hamuro Mitsutoshi, appartenente al clan Fujiwara. Servì come dama di corte dell'imperatore Go-Saga.
Partecipò a vari concorsi di waka nel 1256, 1265 e 1278. Alcune delle sue poesie furono incluse nell'antologia Shokugosen Wakashū e un totale di 35 poesie furono incluse in diverse antologie imperiali.